# Condado de Kandiyohi
El condado de Kandiyohi (en inglés: Kandiyohi County) es un condado en el estado estadounidense de Minnesota. En el censo de 2000 el condado tenía una población de 41.203 habitantes. La sede de condado es Willmar. El condado fue fundado el 20 de marzo de 1858. Su nombre significa "adonde el pez búfalo viene" en idioma dakota.

## Geografía
Según la Oficina del Censo, el condado tiene un área total de 2.232 km² (862 sq mi), de la cual 2.062 km² (796 sq mi) es tierra y 170 km² (66 sq mi) (7,65%) es agua.

### Condados adyacentes
- Condado de Stearns (norte)
- Condado de Meeker (este)
- Condado de Renville (sur)
- Condado de Chippewa (suroeste)
- Condado de Swift (oeste)
- Condado de Pope (noroeste)

## Autopistas importantes
- U.S. Route 12
- U.S. Route 71
- Ruta estatal de Minnesota 7
- Ruta estatal de Minnesota 9
- Ruta estatal de Minnesota 23
- Ruta estatal de Minnesota 40
- Ruta estatal de Minnesota 55
- Ruta estatal de Minnesota 104

## Demografía
En el  censo de 2000, hubo 41.203 personas, 15.936 hogares y 10.979 familias residiendo en el condado. La densidad poblacional era de 52 personas por milla cuadrada (20/km²). En el 2000 había 18.415 unidades habitacionales en una densidad de 23 por milla cuadrada (9/km²). La demografía del condado era de 93,62% blancos, 0,51% afroamericanos, 0,33% amerindios, 0,38% asiáticos, 0,07% isleños del Pacífico, 4,17% de otras razas y 0,91% de dos o más razas. 8,00% de la población era de origen hispano o latino de cualquier raza. 
La renta promedio para un hogar del condado era de $39.772 y el ingreso promedio para una familia era de $48.016. En 2000 los hombres tenían un ingreso medio de $32.272 versus $22.128 para las mujeres. La renta per cápita para el condado era de $19.627 y el 9,20% de la población estaba bajo el umbral de pobreza nacional.

## Ciudades y pueblos
- Atwater (Minnesota)
- Blomkest (Minnesota)
- Hawick (Minnesota)
- Kandiyohi (Minnesota)
- Lake Lillian (Minnesota)
- New London (Minnesota)
- Pennock (Minnesota)
- Prinsburg (Minnesota)
- Raymond (Minnesota)
- Regal (Minnesota)
- Spicer (Minnesota)
- Sunburg (Minnesota)
- Willmar (Minnesota)

## Municipios
- Municipio de Arctander (condado de Kandiyohi, Minnesota)
- Municipio de Burbank
- Municipio de Colfax (Minnesota)
- Municipio de Dovre (condado de Kandiyohi, Minnesota)
- Municipio de East Lake Lillian (condado de Kandiyohi, Minnesota)
- Municipio de Edwards (condado de Kandiyohi, Minnesota)
- Municipio de Fahlun (condado de Kandiyohi, Minnesota)
- Municipio de Gennessee (condado de Kandiyohi, Minnesota)
- Municipio de Green Lake (condado de Kandiyohi, Minnesota)
- Municipio de Harrison (condado de Kandiyohi, Minnesota)
- Municipio de Holland (condado de Kandiyohi, Minnesota)
- Municipio de Irving (condado de Kandiyohi, Minnesota)
- Municipio de Kandiyohi (condado de Kandiyohi, Minnesota)
- Municipio de Lake Andrew (condado de Kandiyohi, Minnesota)
- Municipio de Lake Elizabeth (condado de Kandiyohi, Minnesota)
- Municipio de Lake Lillian (condado de Kandiyohi, Minnesota)
- Municipio de Mamre (condado de Kandiyohi, Minnesota)
- Municipio de New London (condado de Kandiyohi, Minnesota)
- Municipio de Norway Lake (condado de Kandiyohi, Minnesota)
- Municipio de Roseland (condado de Kandiyohi, Minnesota)
- Municipio de Roseville (condado de Kandiyohi, Minnesota)
- Municipio de St. Johns (condado de Kandiyohi, Minnesota)
- Municipio de Whitefield (condado de Kandiyohi, Minnesota)
- Municipio de Willmar (condado de Kandiyohi, Minnesota)